# Échenon
Échenon és un municipi francès, situat al departament de la Costa d'Or i a la regió de Borgonya - Franc Comtat. L'any 2007 tenia 673 habitants.

## Demografia

### Població
El 2007 la població de fet d'Échenon era de 673 persones. Hi havia 244 famílies, de les quals 60 eren unipersonals (28 homes vivint sols i 32 dones vivint soles), 72 parelles sense fills, 100 parelles amb fills i 12 famílies monoparentals amb fills.
La població ha evolucionat segons el següent gràfic:
Habitants censats

### Habitatges
El 2007 hi havia 274 habitatges, 254 eren l'habitatge principal de la família, 8 eren segones residències i 12 estaven desocupats. 247 eren cases i 27 eren apartaments. Dels 254 habitatges principals, 194 estaven ocupats pels seus propietaris, 47 estaven llogats i ocupats pels llogaters i 13 estaven cedits a títol gratuït; 2 tenien una cambra, 12 en tenien dues, 34 en tenien tres, 85 en tenien quatre i 122 en tenien cinc o més. 191 habitatges disposaven pel capbaix d'una plaça de pàrquing. A 90 habitatges hi havia un automòbil i a 129 n'hi havia dos o més.

### Piràmide de població
La piràmide de població per edats i sexe el 2009 era:
| Homes | Edats   | Dones |
| ----- | ------- | ----- |
| 0     | 95 o +  | 0     |
| 4     | 90 a 94 | 4     |
| 0     | 85 a 89 | 4     |
| 4     | 80 a 84 | 4     |
| 8     | 75 a 79 | 4     |
| 20    | 70 a 74 | 24    |
| 16    | 65 a 69 | 20    |
| 4     | 60 a 64 | 8     |
| 0     | 55 a 59 | 8     |
| 24    | 50 a 54 | 12    |
| 20    | 45 a 49 | 12    |
| 20    | 40 a 44 | 32    |
| 40    | 35 a 39 | 28    |
| 20    | 30 a 34 | 20    |
| 24    | 25 a 29 | 24    |
| 16    | 20 a 24 | 12    |
| 12    | 15 a 19 | 24    |
| 32    | 10 a 14 | 44    |
| 20    | 5 a 9   | 12    |
| 20    | 0 a 4   | 16    |

## Economia
El 2007 la població en edat de treballar era de 453 persones, 332 eren actives i 121 eren inactives. De les 332 persones actives 285 estaven ocupades (171 homes i 114 dones) i 48 estaven aturades (17 homes i 31 dones). De les 121 persones inactives 41 estaven jubilades, 37 estaven estudiant i 43 estaven classificades com a «altres inactius».

### Ingressos
El 2009 a Échenon hi havia 275 unitats fiscals que integraven 712 persones, la mediana anual d'ingressos fiscals per persona era de 15.956 €.

### Activitats econòmiques
Dels 12 establiments que hi havia el 2007, 2 eren d'empreses de fabricació d'altres productes industrials, 4 d'empreses de construcció, 5 d'empreses de serveis i 1 d'una empresa classificada com a «altres activitats de serveis».
Dels 2 establiments de servei als particulars que hi havia el 2009, 1 era un paleta i 1 guixaire pintor.
L'any 2000 a Échenon hi havia 19 explotacions agrícoles que ocupaven un total de 792 hectàrees.

## Equipaments sanitaris i escolars
El 2009 hi havia 1 escola maternal i 1 escola elemental. Échenon disposava d'un col·legi d'educació secundària amb 368 alumnes.

## Poblacions més properes
El següent diagrama mostra les poblacions més properes.